# モハメド・エル・モニル
モハメド・エル・モニル（Mohamed El Monir 、1992年4月8日 - ）は、リビアのプロサッカー選手。ポジションはDF。

## 経歴

### クラブ
アル・イテハド・トリポリの下部組織で育成され、2010-11シーズンにトップチームに昇格。
2011年夏、セルビアのFKヤゴディナに移籍。
2014年1月、古巣アル・イテハド・トリポリに復帰したが、半年後の8月28日付ででFKヤゴディナに帰還。
2015年4月30日、ベラルーシのFCディナモ・ミンスクに移籍。
2017年1月16日、パルチザン・ベオグラードと3年契約を締結。
2017年12月27日、MLSのオーランド・シティSCに移籍。
2018年12月11日、ジョアン・モウティーニョとのトレードでロサンゼルスFCに移籍。

### 代表
2012年1月、フル代表デビュー前ながら同年のアフリカネイションズカップ参加メンバーに選出された。しかし、試合に出場することなく大会を終えた。
同年6月、2014 FIFAワールドカップ・アフリカ予選を控え再び召集されたが、ここでも出番はなかった。
そして10月14日のアルジェリア代表戦で念願のリビア代表デビューを果たした。

## 所属クラブ
ユース
- アル・イテハド・トリポリ 2006-2010

プロ
- アル・イテハド・トリポリ 2010-2011
- FKヤゴディナ 2011-2013
- アル・イテハド・トリポリ 2013-2014
- FKヤゴディナ 2014
- FCディナモ・ミンスク 2015-2016
- パルチザン・ベオグラード 2017
- オーランド・シティSC 2018
- ロサンゼルスFC 2019-2020
- アル・イテハド・トリポリ 2021-

## タイトル
FKヤゴディナ
- セルビア・カップ: 2012–13

パルチザン・ベオグラード
- セルビア・スーペルリーガ: 2016–17
- セルビア・カップ: 2016–17

ロサンゼルスFC
- サポーターズ・シールド: 2019